# Barfüsserplatz

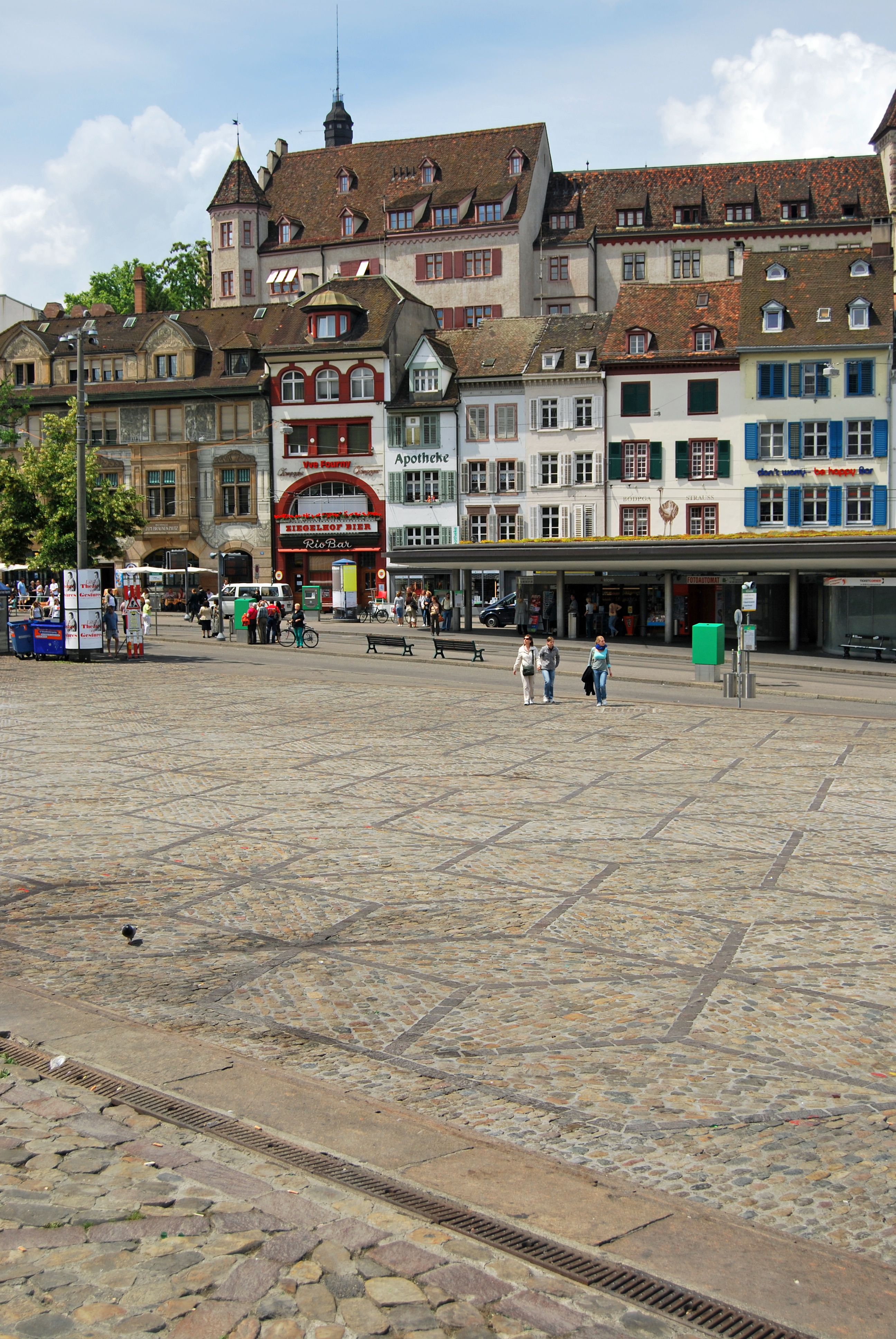
Barfüsserplatz

Der Barfüsserplatz (ugs. Barfi oder Seibi [ˈseɪ̯ːbi]) liegt im Zentrum der Schweizer Stadt Basel. Mit acht durchquerenden Tramlinien ist der Platz einer der wichtigsten Tramknotenpunkte der Stadt.
Der Barfüsserplatz liegt vor der Barfüsserkirche. In den Platz münden die Gerbergasse als eigentliche Talstrasse der Altstadt, die Falknerstrasse, welche 1900 aus der Birsigüberdeckung entstand, der Streitgasse als Verbindung zur Freien Strasse, des Steinenberg und des Kohlenberg, die Strassen in der Lage der Gräben des ersten Mauerringes und die Steinenvorstadt, die Basler Vergnügungsstrasse. Der inoffizielle im französischsprachigen Raum verwendete Name ist Place des Cordeliers.

## Geschichte

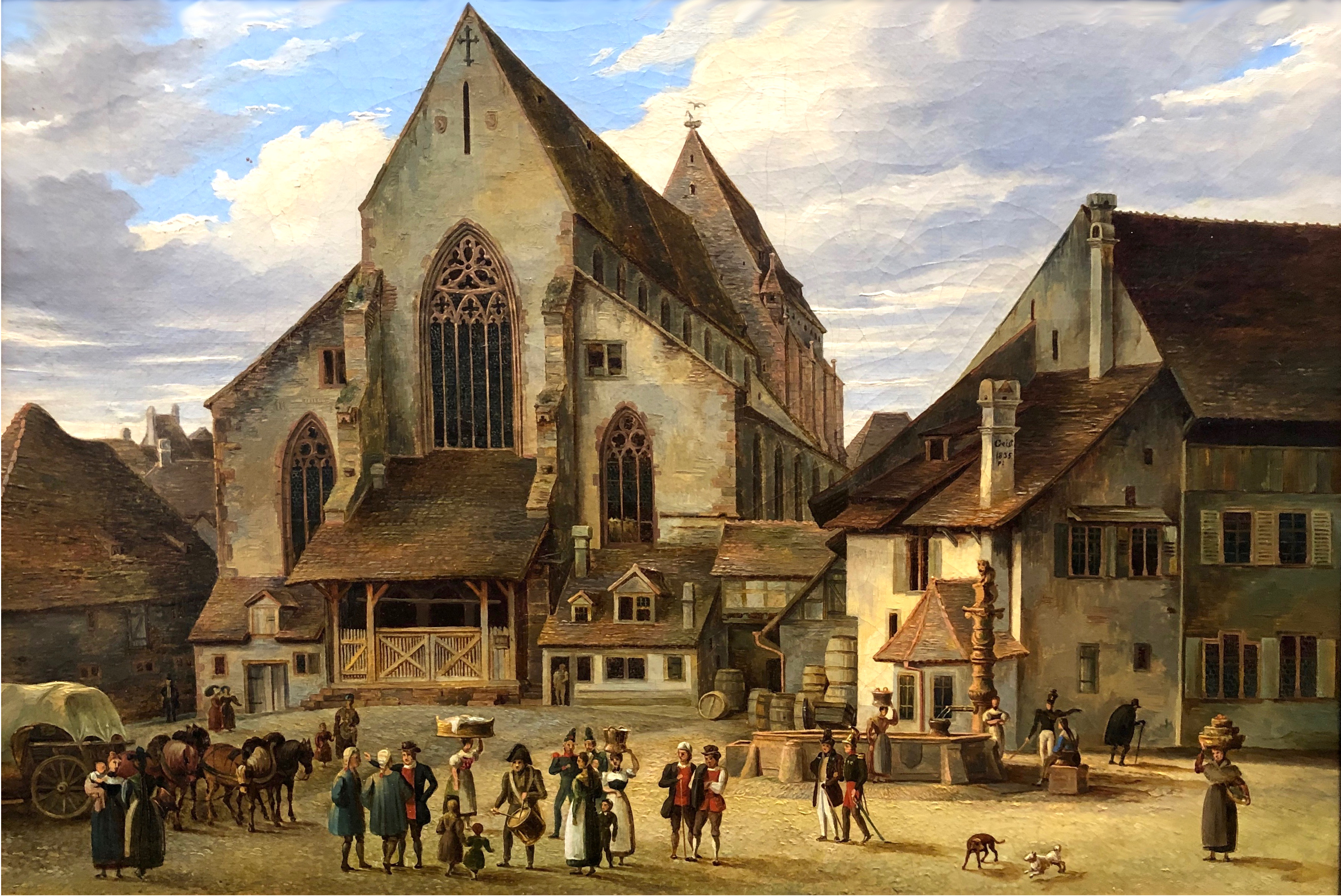
Darstellung um das Jahr 1835

Bereits um 1100 bestand am Platz an Stelle der Barfüsserkirche eine Gewerbesiedlung und war einer der vier Kerne der Talstadt, dem Zentrum der Stadt Basel. Im 1256 erbaute der Bettelorden der Franziskaner, im deutschsprachigen Raum auch als „Barfüsser“ bekannt, sein Kloster am Platz, und so kam der Platz zu seinem Namen. Nach dem Erdbeben von 1356 diente der Klostervorplatz einige Jahre ersatzweise als Marktplatz. Auf dem Barfi wurde jahrhundertelang Holz und Kohle gehandelt, sowie Schweinehandel betrieben, und der Platz bekam dadurch den noch heute verwendeten Übernamen Seibi (= Sau-, Schweineplatz).
Im Eselsturm am Barfüsserplatz fanden bis zum 17. Jahrhundert die Folterungen bei „Hexenprozessen“ statt. Auch ein Dirnenmörder wurde dort gezwungen, vor der Hinrichtung sein eigenes Fleisch zu verzehren. Nach der Reformation wurde die Umfassungsmauer des ehemaligen Klosters sowie der Eselsturm niedergerissen und der Platz dadurch vergrössert. Ab dem Jahr 1758 trat er als eigentlicher Markt- und Messeplatz in Erscheinung.

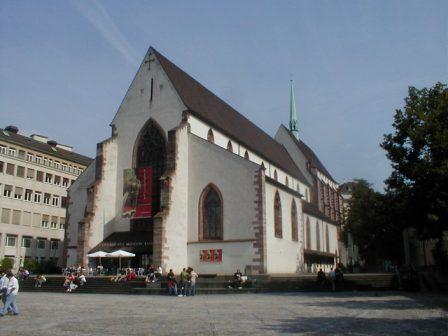
Die Barfüsserkirche am Barfüsserplatz

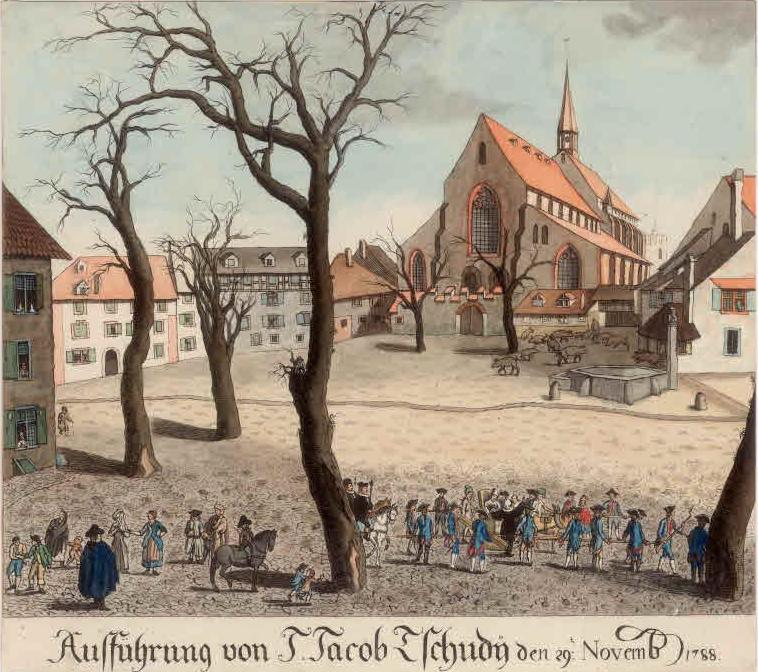
Hinrichtungszug des J. Jacob Tschudy. 1788

Blick auf den Barfüsserplatz mit Tramwartehalle. Links Marktstände. Im Hintergrund Leonhardskirche, 1908

Das Aussehen des Barfi änderte sich im Jahr 1821 markant, als verschiedene Klosterbauten samt der angrenzenden Stadtmauer und ihren Türmen niedergerissen wurden, der Platz sich dadurch gegen die Steinenvorstadt öffnete und das Gesellschaftshaus, das heutige Stadtcasino, entstand.
Ab 1883 wurde auf dem Seibi auch Grosshandel mit Gemüse und Obst betrieben. Dieser wurde aber 1929 in die neu eröffnete Markthalle beim Bahnhof Basel SBB verlegt.
Am Abend des 10. Augusts 1927 explodierte ein Sprengkörper in einer Telefonkabine im Wartesaal des Tramhäuschen am Barfüsserplatz, der Billeteur sowie eine andere Person starben, 14 Personen wurden verletzt. Die Wartehalle, Telefonkabinen und das Stationsbüro wurden dabei zerstört, das demolierte Tramhäuschen musste komplett abgerissen werden. In der Folge wurde am Barfi die bis heute existierende Struktur errichtet. Der Fall gilt als ungelöst. Unmittelbar vor dem Anschlag hatte auf dem Barfüsserplatz mit 12'000 Teilnehmern aus der Arbeiterbewegung eine der grössten Demonstrationen stattgefunden, die Basel je erlebt hatte. Die Demonstranten protestierten gegen die geplante Hinrichtung der beiden italienischen Anarchisten Nicola Sacco und Bartolomeo Vanzetti in den USA.
Im Jahr 1936 wurde der Platz teilweise abgesenkt. Er wurde dabei gegen die Barfüsserkirche mit einer Stützmauer versehen, die den Übernamen Klagemauer erhielt. 1979 wurde die Mauer durch eine grosse Freitreppe ersetzt.
Den Platz quert eine Strasse als Verbindung zwischen dem Steinenberg und Kohlenberg mit der Falknerstrasse. Von der Absenkung von 1936 bis zum Abriss der «Klagemauer» 1979 diente der Barfüsserplatz als Auto-Parkplatz, mit der Umgestaltung von 1979 wurde der Parkplatz aufgehoben.
In den nächsten Jahren hätte der Platz sein Gesicht wieder etwas ändern sollen. Ein vom Büro Zaha Hadid London ausgearbeitetes Projekt, das alte Stadtcasino durch ein neues zu ersetzen, wurde aber in einer Volksabstimmung am 17. Juni 2007 abgelehnt.
2023 hat sich der Grosse Rat für die Neugestaltung des Platzes ausgesprochen.

## Tram

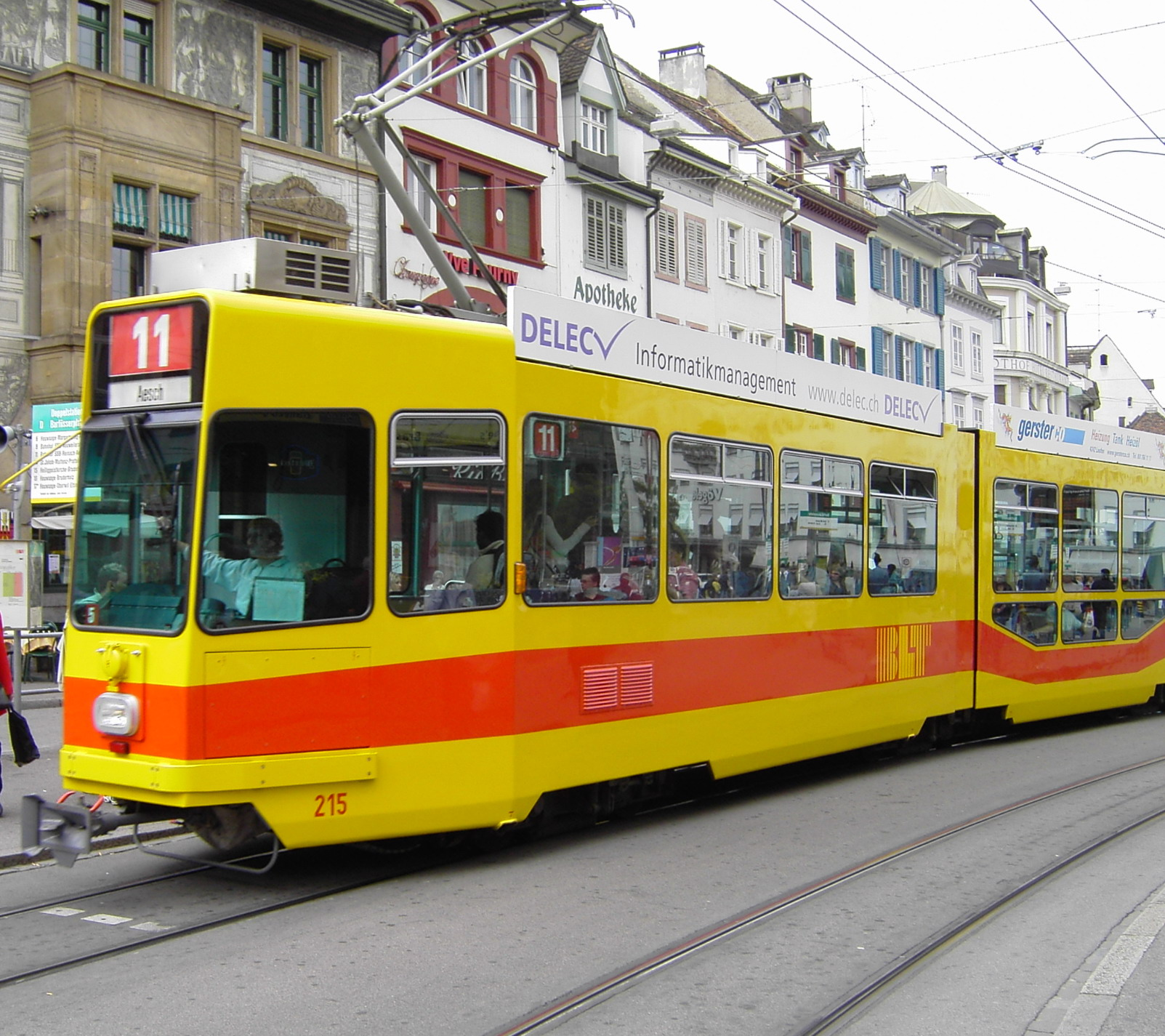
Abfahrbereites Tram der Linie 11 am Barfüsserplatz

Der Barfüsserplatz ist hinter der Haltestelle Bankverein der einzige Platz in Basel, der durch acht Tramlinien der BVB und der BLT berührt wird und daher ein wichtiger Umsteigepunkt ist.
| Linie | Tramlinien                          |
| 3     | Burgfelden Grenze ↔ Birsfelden Hard |
| 6     | Allschwil ↔ Riehen Grenze           |
| 8     | Neuweilerstrasse ↔ Weil am Rhein    |
| 11    | St. Louis Grenze ↔ Aesch (BLT)      |
| 14    | Dreirosenbrücke ↔ Pratteln          |
| 15    | Messeplatz ↔ Bruderholz             |
| 16    | Bruderholz ↔ Schifflände            |
| 17    | Wiesenplatz ↔ Ettingen (BLT)        |